# Kvistbro kyrkby
Kvistbro är kyrkby vid Kvistbro kyrka i Kvistbro socken i Lekebergs kommun, Örebro län. Från 2015 räknas denna bebyggelse som en del av tätorten Gropen.  Sydväst om kyrkbyn finns en bebyggelse, ett tidigare stationssamhälle, som avgränsats till en småort, också den benämnd Kvistbro. 
Kvistbro kyrka ligger drygt tre kilometer sydväst om Fjugesta. genom tätort och öster om kyrkan rinner Svartån. Trakten präglas av jordbruk och skogsbruk.